# Emil Velenský
Emil Velenský, né le 21 mai 1920, à Chrudim, en Tchécoslovaquie, et mort le 28 décembre 2003, est un ancien joueur tchécoslovaque de basket-ball.

## Palmarès
- Champion d'Europe 1946
- Finaliste du championnat d'Europe 1947